# Gweru
Gweru (tidigare Gwelo) är en stad i centrala Zimbabwe och grundades 1894. Namnet byttes från Gwelo till Gweru 1982. Befolkningen uppgick till 158 233 invånare vid folkräkningen 2012, och staden är administrativ huvudort för provinsen Midlands. 

## Vänorter
- Basildon, England, United Kingdom[2]
- Manchester, New Hampshire, United States
- Tsumeb, Namibia

## Kända personer
- David Pocock, rugbyspelare